# Michael Kuhn (Konstrukteur)

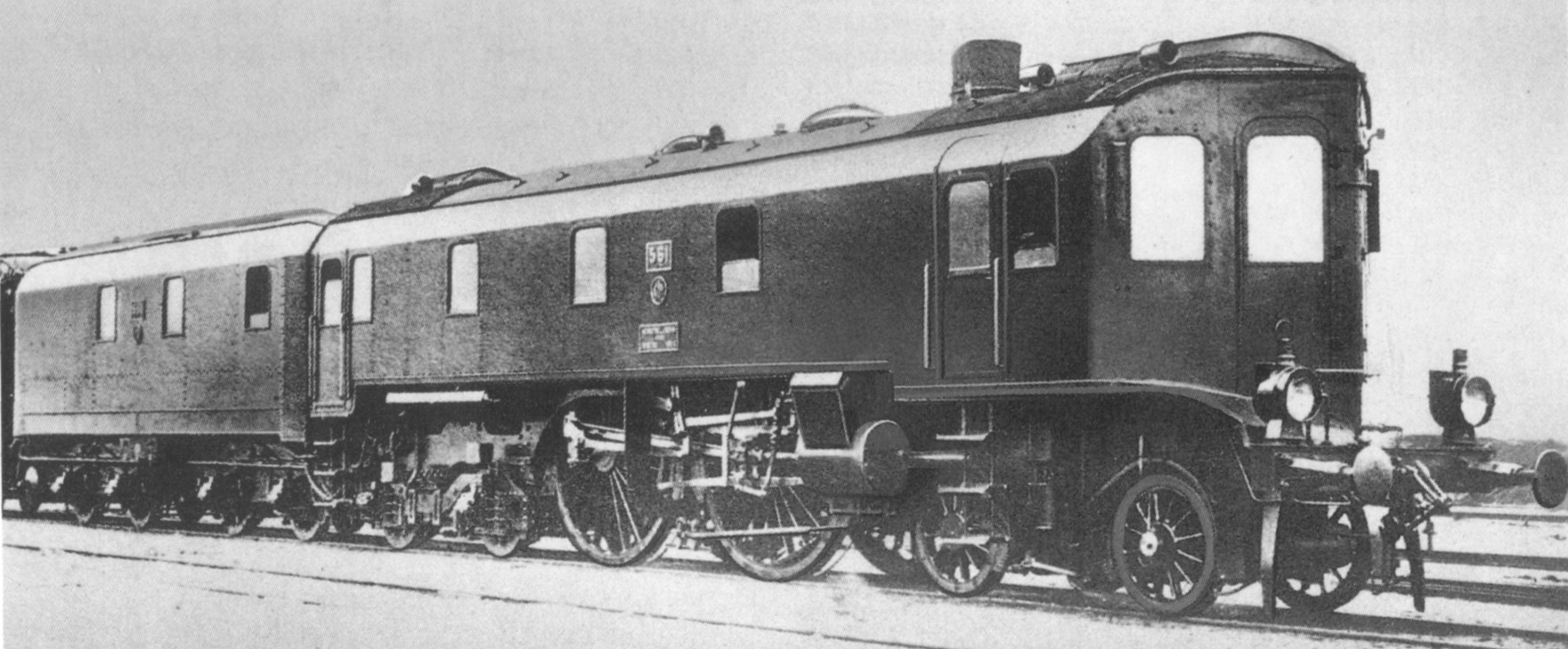
Versuchslokomotive Altona 561

Michael Kuhn (* 17. September 1851 in Groß Stabey; † August 1903 in Kassel) war ein deutscher Lokomotiv-Konstrukteur und verantwortlicher Oberingenieur der Maschinenbaufabrik Henschel & Sohn. Kuhn trat 1873 bei Henschel ein und übernahm 1893 als Oberingenieur die Leitung des Konstruktionsbüros.
Nach ihm wurde die Kuhnsche Schleife benannt, eine Bauartvariante der Heusinger-Steuerung für Dampflokomotiven.
Bekannt wurde Kuhn auch durch seinen Entwurf der beiden Schnellfahrversuchs-Dampflokomotiven Altona 561 und Altona 562 in Folge einer Ausschreibung des Vereins Deutscher Maschinen-Ingenieure vom März 1902, die auch als Bauart Kuhn-Wittfeld bezeichnet wurden. Nach Kuhns überraschendem Tod im Alter von nur 51 Jahren im August 1903 wurden seine Aufgaben bei Henschel von Georg Heise übernommen. Die stromlinienförmig verkleidete Lokomotive Altona 561 nahm im März und April 1904 an den Schnellfahrversuchen mit Dampflokomotiven zwischen Marienfelde und Zossen teil, konnte aber die hohen Erwartungen nicht erfüllen.